# 捕鯨オリンピック
捕鯨オリンピック（ほげいオリンピック）とは、南氷洋において1948年から1970年代まで行われた捕鯨の形態のこと。オリンピック方式（オリンピックほうしき）とも。主に日本語資料とその翻訳において使用され、日本捕鯨協会のウェブサイトでは「Olympic system」と表記している。

## 概要
19世紀以降、近代的捕鯨の普及によりシロナガスクジラなどの大型鯨類はその数を減らしていた。このため、1930年以降各国は鯨漁の規制を行う動きがあり、1937年には国際捕鯨協定が締結された。
1944年にロンドンで行われた国際捕鯨会議では総量規制が検討されたがここで初めてBWU（Blue Whale Unit）方式が採用され、1949年には国際捕鯨取締条約に基づく第一回国際捕鯨委員会（IWC）総会で正式に採用された。
BWUとはシロナガスクジラ1頭を基準にしてナガスクジラ1.5頭、ザトウクジラ2.5頭、イワシクジラ6頭として換算した単位で、これに基づく鯨漁の形態は毎年の捕鯨漁の漁期の開始日を決めた上で漁期中には各IWC加盟国は捕獲量をBWUに換算してノルウェーの国際捕鯨統計局に通達し、各国の捕獲量の総合計が予め決められたBWU数に達したら国際捕鯨統計局より漁期の終了が出されるというものだった。
第一回国際捕鯨委員会総会では一漁期ごとの総捕獲枠は16,000BWUとされた。
日本やノルウェー、イギリス、ソ連などの国々は毎年、同じ漁期と総捕獲数枠の中で一斉に捕鯨を開始することになったため競争となり、年度ごとの総捕獲量の総量が埋まる前に一匹でも多くの鯨をBWU換算で取ろうとしたため「捕鯨オリンピック」ないしは「オリンピック方式」と呼ばれるようになった。
限られた捕獲頭数制限の中でかつBWU換算方式による捕鯨では捕獲から船上での解体作業までにかかる時間と手間を考慮すると大型のシロナガスクジラから順に捕る方が効率がよく、そのため大型の鯨ばかりが捕鯨の対象となり小型のミンククジラなどはほとんど捕獲されなかった。
また国ごとの競争とは別に、1940年代の、捕鯨母船の処理能力が低かった頃は付随する捕鯨船ごとに捕獲の割当があり、支給される歩合金は鯨の体長に変わっていた。
そのため一日の漁が終わると、仕留めた鯨の中から一番大きいものから順に割当分の頭数だけ母船に持っていき、小さいものは捨てていたという。
また日本と同じく南氷洋の捕鯨に熱心だったソ連ではIWCへの捕獲量の申告について大規模な不正が行われていたとされ、申告された頭数と実際の捕獲された頭数の差は18倍にもなったという。このためソ連が南氷洋で捕獲した鯨のBWU数の実数は日本のそれを遥かに上回ると推測されている。また捕獲された鯨はほとんど活用されずに捨てられており、五ヶ年計画で定められた生産量を満たすためだけに捕鯨を行っているような状態だった。後述する南氷洋における大型鯨類の壊滅は実際の需要を無視したソ連の計画経済と硬直した官僚制が原因であるという意見がある。
これらの乱獲のため1950年代中ごろには早くも影響が出てきたことによりIWCは毎年少しずつ捕獲枠を小さくしていった。
捕獲枠が小さくなると経営が成り立たなくなるが、国別の捕獲枠の割当の実施も纏まらなかったため1959年から62年の間は各国が捕獲目標を自主宣言して操業することになったがそれでも採算が取れなくなったためほとんどの国が南氷洋での商業捕鯨から撤退していった。
1960年以降IWCは鯨の保護に傾き始め、62年から国別割当が実施され、捕鯨オリンピックは事実上終結した。
1963年にはIWCの科学委員会へ資源量の現状維持には捕獲量を四分の一にし、さらに回復させるには8年間捕鯨を禁止すべきという調査報告が提出された。
日本も1967年からミンククジラの試験操業を始め、1971年頃には南氷洋で捕鯨の操業をしているのは日本とソ連とノルウェーだけになった。
1972年にBWU制が廃止され、種別ごとの規制となった。

## 影響
捕鯨オリンピックによって南氷洋における大型鯨類は壊滅し、商業捕鯨は維持できなくなった。
以後南氷洋で細々と続いた捕鯨は調査捕鯨の時期も含めてミンククジラが主な対象となった。